# アンドロイド (お笑い)
アンドロイドは、吉本興業大阪本社所属のお笑いコンビ。2016年に結成、2021年に解散。

## メンバー
- 翔大（しょうだい、2000年6月10日（25歳）- ）
  - 本名：岸 翔大（きし しょうだい）。
  - ツッコミ担当、立ち位置は向かって右。
  - 兵庫県高砂市出身。兵庫県立加古川南高等学校卒業。
  - 元ワイドな高校生（ワイドナショー、フジテレビ系列）。
  - 解散後はピン芸人「二山しょう」として演歌芸をメインに活動する。2024年8月をもって吉本興業を退社・所属事務所移籍し、同年10月からは「風ノ翔馬(かぜの・しょうま)」に改名して活動する[1]。
- おかじ（おかじ、2001年2月11日（24歳） - ）
  - 本名：岡島 晃佑（おかじま こうすけ）。
  - ボケ担当、立ち位置は向かって左。
  - 兵庫県高砂市出身。兵庫県立東播工業高等学校を経て鹿島朝日高等学校姫路校卒業。

## 経歴
2016年に地元高砂市のサッカークラブの知り合いでコンビを結成。ハイスクールマンザイ2017で優勝し、モテワン・TOP1グランプリ2018でも優勝する。また、2018年8月には愛媛県新居浜市で開催された第8回笑顔甲子園でも優勝した。後にNSC特待生となり、大阪NSC42期生となる。また翔大は、2018年8月にCD「播州男児」をリリースするなど演歌歌手としても活動している。2021年10月解散。

## 受賞歴・賞レース成績
- ハイスクールマンザイ2017 - 優勝[3]
- ハイスクールマンザイ2018 - 決勝進出[3]
- 第6回関西演芸しゃべくり話芸大賞（予選）- 奨励賞
- モテワン・TOP1グランプリ2018 - 優勝
- 笑顔甲子園2018 - 優勝[4]
- M-1グランプリ2018 - 3回戦進出[5]
- NSC大ライブ - ベスト8

## 出演

### テレビ
- アンドロイドのやりたい12のコト（BAN-BANテレビ）
- めざましテレビ・キラビト（フジテレビ）
- おはよう日本（NHK総合）
- おはよう関西（NHK大阪）
- マヨなか笑人（読売テレビ）
- 全日本聞き上手選手権（サンテレビ）
- ワイドナショー（フジテレビ）- 翔大のみ
- NHKのど自慢（NHK総合）- 翔大のみ
- ウチのガヤがすみません! （日本テレビ）- 翔大のみ
- 朝生ワイド す・またん!（読売テレビ）- 翔大のみ

### ラジオ
- アンドロイドのぐるぐるアプリ（BAN-BANラジオ）
- アンドロイド×ステテコ隊 のOK!ぐるテコ劇場（BAN-BANラジオ）
- アンドロイドの芸人カリメン（BAN-BANラジオ）
- アンドロイドの兵庫五国連邦（ラジオ関西）
- アンドロイドの統一委員会 （ラジオ関西）